# The Electric Age
The Electric Age è il sedicesimo album in studio della thrash metal band statunitense Overkill, pubblicato dalla Nuclear Blast nel 2012.

## Tracce
1. Come And Get It – 6:17
2. Electric Rattlesnake – 6:19
3. Wish You Were Dead – 4:19
4. Black Daze – 3:55
5. Save Yourself – 3:43
6. Drop The Hammer Down – 6:25
7. 21st Century Man – 4:12
8. Old Wounds, New Scars – 4:11
9. All Over But The Shouting – 5:30
10. Good Night – 5:36

## Formazione
- Bobby "Blitz" Ellsworth - voce
- Dave Linsk - chitarra
- Derek Tailer - chitarra
- D.D Verni - basso
- Ron Lipnicki - batteria